# Novantinoe cotopaxiana
Novantinoe cotopaxiana là một loài bọ cánh cứng trong họ Cerambycidae.